# Hajdúhadház
Hajdúhadház é uma cidade da Hungria, situada no condado de Hajdú-Bihar. Tem 87,82 km² de área e sua população em 2019 foi estimada em 12.669 habitantes.